# Parca inusitata
Parca inusitata är en fjärilsart som beskrevs av Max Saalmüller 1891. Parca inusitata ingår i släktet Parca och familjen nattflyn. Inga underarter finns listade i Catalogue of Life.